# Мандах
Мандах (нем. Mandach) — коммуна в Швейцарии, в кантоне Аргау.
Входит в состав округа Бруг.  Население составляет 316 человек (на 31 декабря 2007 года). Официальный код  —  4105.

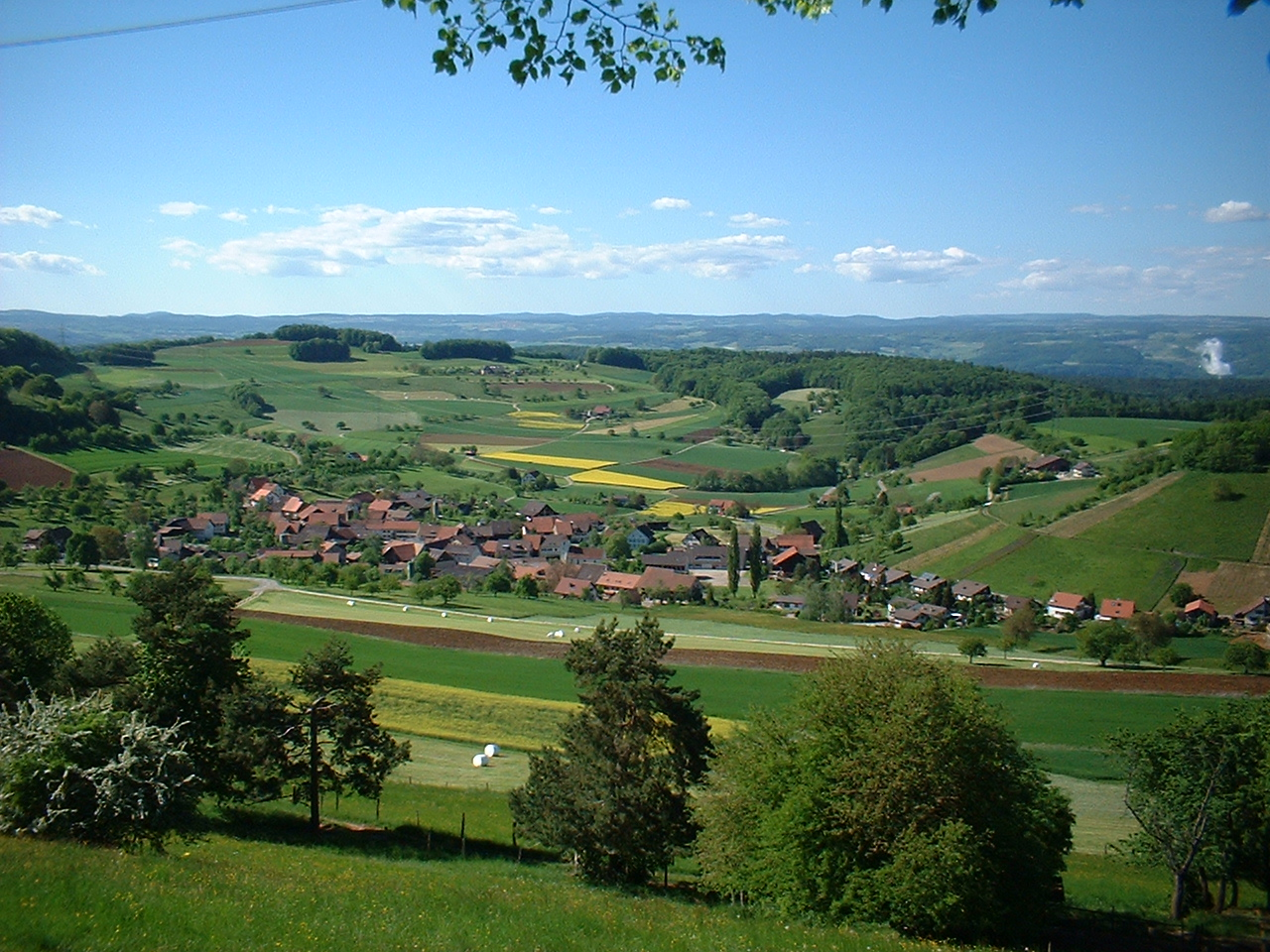
Мандах